# Карпуніна
Карпу́ніна (рос. Карпунина) — присілок у складі Байкаловського району Свердловської області. Входить до складу Краснополянського сільського поселення.
Населення — 8 осіб (2010, 13 у 2002).
Національний склад населення станом на 2002 рік: росіяни — 100 %.